# Anomala nigripes
Anomala nigripes es una especie de escarabajo del género Anomala, familia Scarabaeidae. Fue descrita científicamente por Nonfried en 1892.
Esta especie se encuentra en varios países del continente asiático. 